# Mistrzostwa Nordyckie w Zapasach 1972
Mistrzostwa odbyły się w stolicy Norwegii, Oslo 13 kwietnia 1972 roku.

## Tabela medalowa
Gospodarz zawodów został zaznaczony kolorem.
| Poz. | Państwo   |    |    |    | Łącznie |
| ---- | --------- | -- | -- | -- | ------- |
| 1    | Szwecja   | 5  | 2  | 2  | 9       |
| 2    | Norwegia  | 3  | 3  | 2  | 8       |
| 3    | Finlandia | 2  | 5  | 1  | 8       |
| 4    | Dania     | 0  | 0  | 5  | 5       |
|      | Łącznie   | 10 | 10 | 10 | 30      |

## Wyniki

### Styl klasyczny
| Konkurencja            | Złoto            | Srebro              | Brąz                  |
| Kategoria do 48 kg     | Lennart Svensson | Markku Lesell       | Henning Holte         |
| Kategoria do 52 kg     | Kjell Fernstroem | Trond Martiniussen  | Arvo Ranta            |
| Kategoria do 57 kg     | Pertti Ukkola    | Harald Hervig       | Rolf Andersson        |
| Kategoria do 63 kg     | Eero Suiletto    | Roland Svensson     | Oystein Davidsen      |
| Kategoria do 68 kg     | Lars-Erik Skiöld | Jorma Jouperi       | Poul E. Henriksen     |
| Kategoria do 74 kg     | Jan Karlsson     | Heikki Julmala      | Willy Olsen           |
| Kategoria do 82 kg     | Jan Kårström     | Harald Barlie       | John V. Pedersen      |
| Kategoria do 90 kg     | Håkon Øverby     | Keijo Manni         | Flemming Kosakewitsch |
| Kategoria do 100 kg    | Tore Hem         | Kent Johansson      | Svend Erik Studsgaard |
| Kategoria ponad 100 kg | Einar Gundersen  | Jussi Maeki-Hukkala | Arne Robertsson       |